# توم إيفانز (سياسي أسترالي)
توم إيفانز (بالإنجليزية: Tom Evans)‏ هو سياسي أسترالي، ولد في 14 فبراير 1917، وتوفي في 30 أغسطس 2009. انتخب عضو الجمعية التشريعية فيكتوريا.